# Arrest Pocketbooks II
Het arrest Pocketbooks II (HR 24 januari 1969, NJ 1969/316) is een belangrijk arrest waarin de Nederlandse Hoge Raad de mogelijkheid heeft erkend, dat de overheid een onrechtmatige daad begaat door lagere regelgeving. Het wordt in de rechtswetenschap en rechtspraktijk als standaardarrest beschouwd.

## Casus
De twee naamloze vennootschappen Van Tuyl NV en De Bron NV hadden in 1958 het plan opgevat om pocketboeken te gaan verkopen, niet via de georganiseerde boekhandel, maar hoofdzakelijk via kruideniers. Hun plannen waren vergevorderd, toen de staatssecretaris voor Economische Zaken Gerard Veldkamp op instigatie van twee Nederlandse organisaties van boekhandelaren de Vestigingsbeschikking boekverkopersbedrijf 1958 uitvaardigde, waardoor het voortaan verboden was het boekverkopersbedrijf uit te oefenen zonder een vergunning van de Sociaal-Economische Raad. Aangezien Van Tuyl en De Bron niet over een dergelijke vergunning beschikten, werd hun handel gefrustreerd. Tegen winkeliers die de pockets probeerden te verkopen, werden processen-verbaal opgemaakt.

## Procesgang
Van Tuyl en De Bron begonnen een rechtszaak tegen de Staat der Nederlanden waar de Hoge Raad in het arrest Pocketbooks I op 22 maart 1960 oordeelde dat het verbod uit de Vestigingsbeschikking boekverkopersbedrijf 1958 in strijd was met de vrijheid van drukpers uit artikel 7 van de Grondwet. Hiermee was weliswaar het verbod van tafel, maar niet de grote financiële strop die Van Tuyl en De Bron geleden hadden. Rond de schadevergoeding begonnen zij een tweede rechtszaak die zou eindigen in het arrest Pocketbooks II.

## Hoge Raad
De Staat heeft aangevoerd aan dat daden van materiële wetgeving, zoals de Vestigingsbeschikking boekverkopersbedrijf 1958 (een ministeriële beschikking) nooit een onrechtmatige daad kunnen opleveren in de zin van artikel 1401 Burgerlijk Wetboek (oud) (Art 6:162 BW nieuw). De Hoge Raad oordeelde echter:

[dat] de Staat onrechtmatig handelt indien een Staatssecretaris, orgaan van de Staat, door een beschikking als de onderhavige een verbod stelt op en daardoor sancties bedreigt tegen een handeling die ingevolge een bepaling van de Grondwet niet mag worden verboden; 
dat geen rechtsregel de toepasselijkheid van art. 1401 BW (Art 6:162 BW nieuw) op de uitvaardiging van een dergelijke beschikking uitsluit, beperkt of aan nadere vereisten onderwerpt, en ook de aard van de wetgevende functie van de overheid niet meebrengt dat art. 1401 (Art 6:162 BW nieuw) bij onrechtmatig gebruik daarvan niet of slechts beperkt van toepassing zou zijn.

Van Tuyl en De Bron hadden recht op een schadevergoeding.

## Relevantie
Het arrest Pocketbooks II is van groot belang omdat werd vastgesteld dat lagere regelgeving die in strijd is met de Grondwet niet alleen onverbindend kan zijn, maar tevens een onrechtmatige daad kan opleveren in civiele zin. Een handeling van regelgeving is niet per definitie rechtmatig omdat het een overheidshandeling is.